# Saint-Martial-Entraygues
Pour les articles homonymes, voir Saint-Martial et Entraygues (homonymie).
Saint-Martial-Entraygues est une commune française située dans le département de la Corrèze, en région Nouvelle-Aquitaine.

## Géographie

### Généralités

La Dordogne à Saint-Martial-Entraygues.

Au sud du département de la Corrèze, la commune de Saint-Martial-Entraygues s'étend sur 7,39 km2. Elle est située en rive droite de la Dordogne qui borde le territoire communal au sud-est au niveau du lac de retenue du barrage d'Argentat. À l'ouest, c'est son affluent, le Doustre, qui arrose la commune sur plus de quatre kilomètres.
L'altitude minimale, 186 mètres, se trouve à l'extrême-sud, au niveau du lac de retenue du barrage d'Argentat, là où la Dordogne quitte la commune et entre sur celle d'Argentat. L'altitude maximale avec 508 mètres est localisée au nord, au lieu-dit le Goutaillou.
Desservi par la route départementale (RD) 18E1, le bourg de Saint-Martial-Entraygues, se situe, en distances orthodromiques, quatre kilomètres au nord-est du centre-ville d'Argentat.
La commune est également traversée par la RD 18.

### Communes limitrophes
Saint-Martial-Entraygues est limitrophe de cinq autres communes.
Les communes limitrophes sont  Argentat-sur-Dordogne, Hautefage, Saint-Martin-la-Méanne et Servières-le-Château.
| Saint-Bazile-de-la-Roche |                          | Saint-Martin-la-Méanne |
| Argentat                 | Saint-Martial-Entraygues | Servières-le-Château   |
|                          | Hautefage                |                        |

### Climat
Pour des articles plus généraux, voir Climat de la Nouvelle-Aquitaine et Climat de la Corrèze.
Historiquement, la commune est exposée à un climat montagnard.  
En 2020, Météo-France publie une typologie des climats de la France métropolitaine dans laquelle la commune est exposée à un climat de montagne et est dans la région climatique  Ouest et nord-ouest du Massif Central, caractérisée par une pluviométrie annuelle de 900 à 1 500 mm, maximale en automne et en hiver.
Pour la période 1971-2000, la température annuelle moyenne est de 11,5 °C, avec  une amplitude thermique annuelle de 15,5 °C. Le cumul annuel moyen de précipitations est de 1 324 mm, avec 13,6 jours de précipitations en janvier et 8 jours en juillet. Pour la période 1991-2020, la température moyenne annuelle observée sur la station météorologique la plus proche, située sur la commune d'Argentat-sur-Dordogne à 4 km à vol d'oiseau, est de 12,7 °C et le cumul annuel moyen de précipitations est de 1 145,5 mm,. Pour l'avenir, les paramètres climatiques de la commune estimés pour 2050 selon différents scénarios d’émission de gaz à effet de serre sont consultables sur un site dédié publié par Météo-France en novembre 2022.

## Urbanisme

### Typologie
Au 1er janvier 2024, Saint-Martial-Entraygues est catégorisée commune rurale à habitat très dispersé, selon la nouvelle grille communale de densité à 7 niveaux définie par l'Insee en 2022.
Elle est située hors unité urbaine. Par ailleurs la commune fait partie de l'aire d'attraction d'Argentat-sur-Dordogne, dont elle est une commune de la couronne,. Cette aire, qui regroupe 12 communes, est catégorisée dans les aires de moins de 50 000 habitants,.

### Occupation des sols
L'occupation des sols de la commune, telle qu'elle ressort de la base de données européenne d’occupation biophysique des sols Corine Land Cover (CLC), est marquée par l'importance des forêts et milieux semi-naturels (75,1 % en 2018), une proportion identique à celle de 1990 (75,1 %). La répartition détaillée en 2018 est la suivante : 
forêts (75,1 %), prairies (19,3 %), eaux continentales (5,6 %).
L'évolution de l’occupation des sols de la commune et de ses infrastructures peut être observée sur les différentes représentations cartographiques du territoire : la carte de Cassini (XVIIIe siècle), la carte d'état-major (1820-1866) et les cartes ou photos aériennes de l'IGN pour la période actuelle (1950 à aujourd'hui).

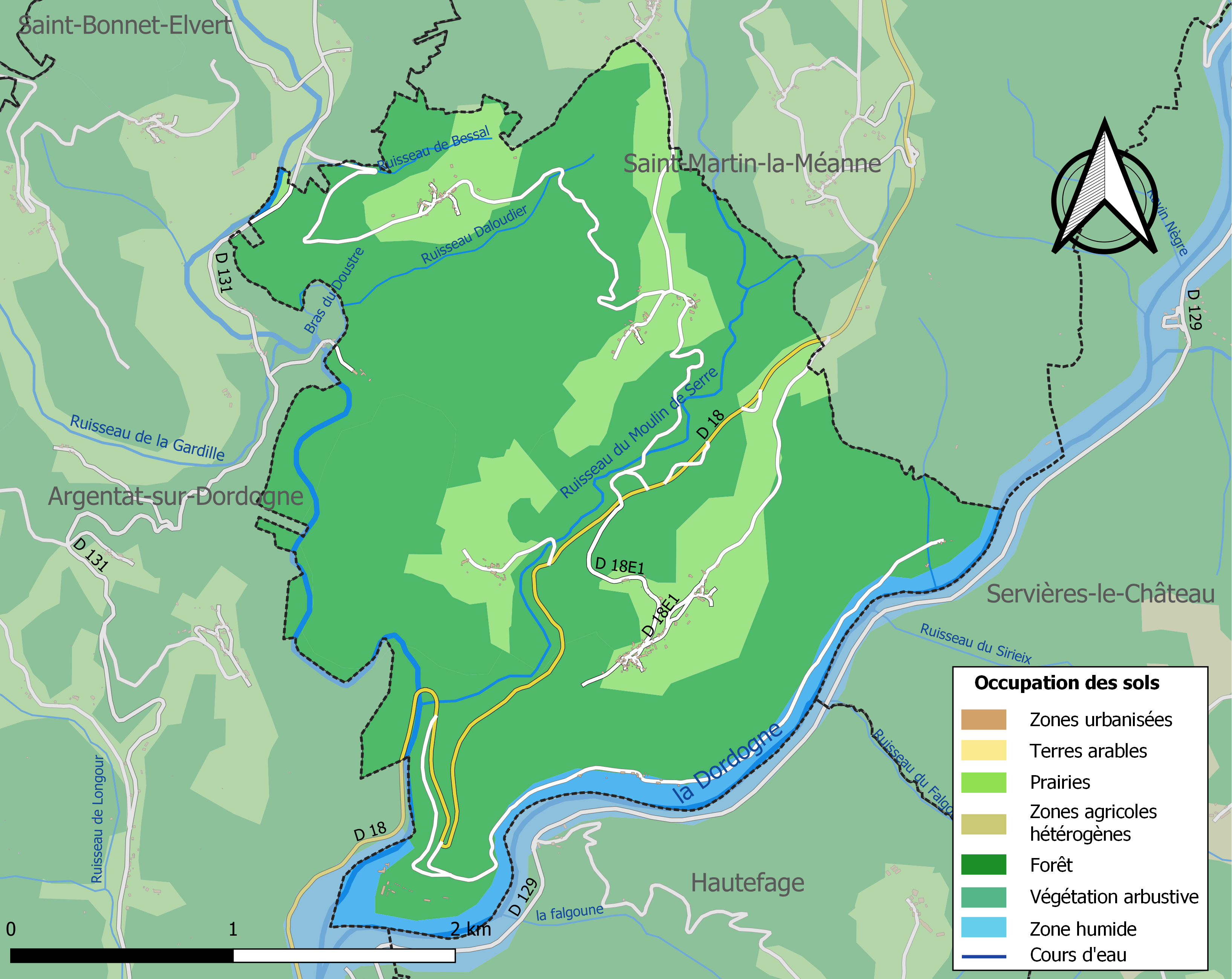
Carte des infrastructures et de l'occupation des sols de la commune en 2018 (CLC).

### Risques majeurs
Le territoire de la commune de Saint-Martial-Entraygues est vulnérable à différents aléas naturels : météorologiques (tempête, orage, neige, grand froid, canicule ou sécheresse), feux de forêts, mouvements de terrains et séisme (sismicité très faible). Il est également exposé à un risque technologique, la rupture d'un barrage, et à un risque particulier : le risque de radon. Un site publié par le BRGM permet d'évaluer simplement et rapidement les risques d'un bien localisé soit par son adresse soit par le numéro de sa parcelle.

#### Risques naturels

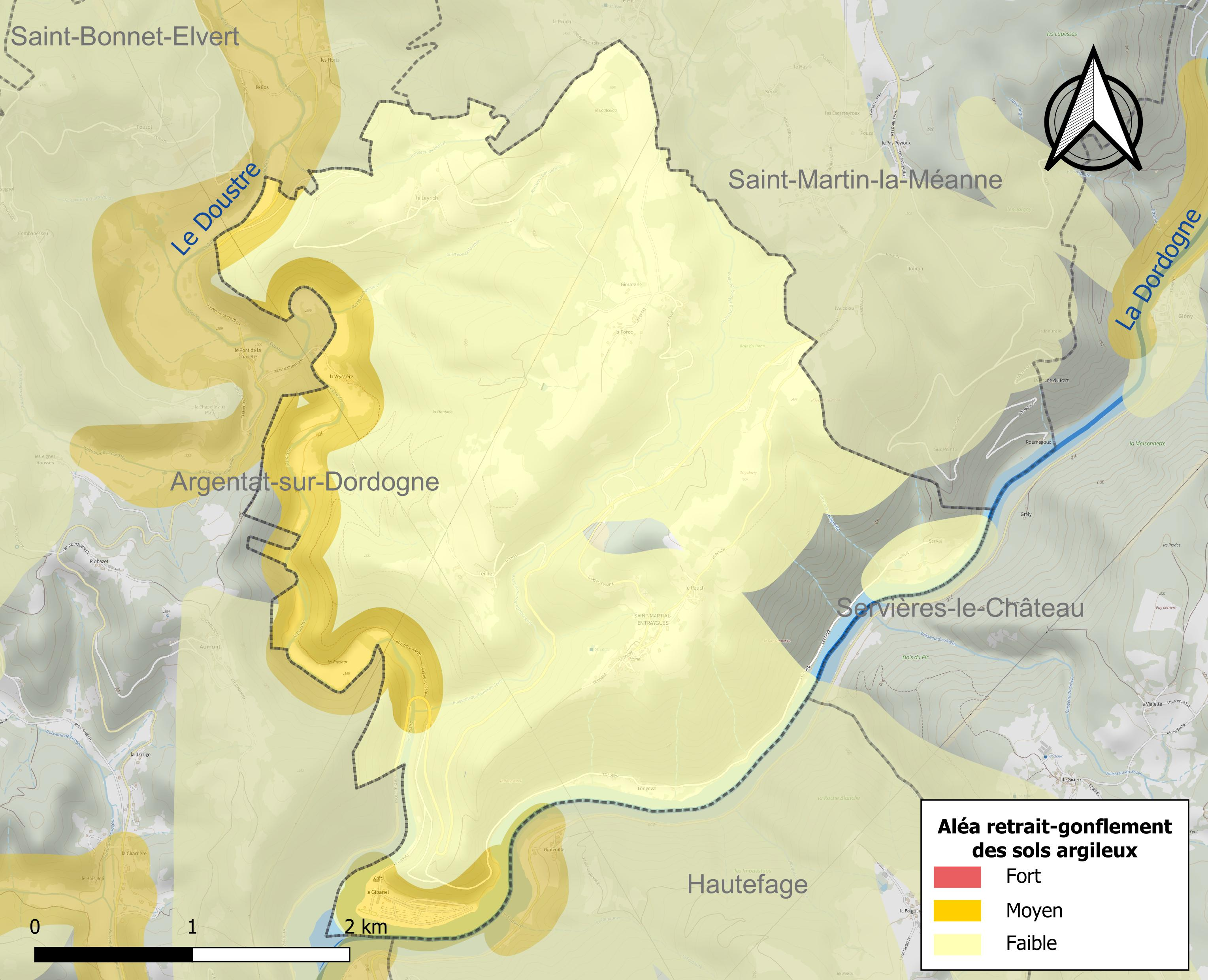
Carte des zones d'aléa retrait-gonflement des sols argileux de Saint-Martial-Entraygues.

La commune est vulnérable au risque de mouvements de terrains constitué principalement du retrait-gonflement des sols argileux. Cet aléa est susceptible d'engendrer des dommages importants aux bâtiments en cas d’alternance de périodes de sécheresse et de pluie. 13,1 % de la superficie communale est en aléa moyen ou fort (26,8 % au niveau départemental et 48,5 % au niveau national). Sur les 77 bâtiments dénombrés sur la commune en 2019, deux sont en aléa moyen ou fort, soit 3 %, à comparer aux 36 % au niveau départemental et 54 % au niveau national. Une cartographie de l'exposition du territoire national au retrait gonflement des sols argileux est disponible sur le site du BRGM,.
Concernant les feux de forêt, aucun plan de prévention des risques incendie de forêt (PPRIF) n’a été établi en Corrèze, néanmoins le code de l’urbanisme impose la prise en compte des risques dans les documents d’urbanisme. Le périmètre des servitudes d'utilité publique et des zones d'obligation légale de débroussaillement pour les particuliers est quant à lui défini pour la commune dans une carte dédiée. 
La commune a été reconnue en état de catastrophe naturelle au titre des dommages causés par les inondations et coulées de boue survenues en 1982 et 1999. Concernant les mouvements de terrains, la commune a été reconnue en état de catastrophe naturelle au titre des dommages causés par des mouvements de terrain en 1999.

#### Risques technologiques
La commune est en outre située en aval des barrages de Bort-les-Orgues, de Marèges, de l'Aigle, du Chastang, de Neuvic d'Ussel et de Marcillac, des ouvrages de classe A soumis à PPI. À ce titre elle est susceptible d’être touchée par l’onde de submersion consécutive à la rupture d'un de ces ouvrages.

#### Risque particulier
Dans plusieurs parties du territoire national, le radon, accumulé dans certains logements ou autres locaux, peut constituer une source significative d’exposition de la population aux rayonnements ionisants. Certaines communes du département sont concernées par le risque radon à un niveau plus ou moins élevé. Selon la classification de 2018, la commune de Saint-Martial-Entraygues est classée en zone 3, à savoir zone à potentiel radon significatif. 

## Toponymie
Le nom de la commune fait référence à saint Martial, premier évêque de Limoges au IIIe siècle. La seconde partie du nom, Entraygues, signifie « entre les eaux » et correspond à la position particulière du lieu, entre Doustre et Dordogne.

## Histoire
L'église de Saint-Martial-Entraygues date des XIIIe et XIVe siècles.
Sous la Révolution française, pour suivre un décret de la Convention, la commune change de nom pour Entraygues-sans-Culottes.

## Politique et administration
| Période                                  | Période  | Identité           | Étiquette | Qualité  |
| ---------------------------------------- | -------- | ------------------ | --------- | -------- |
| Les données manquantes sont à compléter. |          |                    |           |          |
|                                          |          |                    |           |          |
| avant 1988                               | ?        | Léopold Planche    |           |          |
|                                          |          |                    |           |          |
| mars 2001 (réélu en mai 2020)            | En cours | Jean-Pierre Lechat | PCF       | Retraité |

## Démographie
L'évolution du nombre d'habitants est connue à travers les recensements de la population effectués dans la commune depuis 1793. Pour les communes de moins de 10 000 habitants, une enquête de recensement portant sur toute la population est réalisée tous les cinq ans, les populations de référence des années intermédiaires étant quant à elles estimées par interpolation ou extrapolation. Pour la commune, le premier recensement exhaustif entrant dans le cadre du nouveau dispositif a été réalisé en 2006.

En 2022, la commune comptait 105 habitants, en évolution de +28,05 % par rapport à 2016 (Corrèze : −0,59 %, France hors Mayotte : +2,11 %).
| 1793 | 1800 | 1806 | 1821 | 1831 | 1836 | 1841 | 1846 | 1851 |
| ---- | ---- | ---- | ---- | ---- | ---- | ---- | ---- | ---- |
| 473  | 407  | 458  | 424  | 516  | 536  | 532  | 525  | 504  |

| 1856 | 1861 | 1866 | 1872 | 1876 | 1881 | 1886 | 1891 | 1896 |
| ---- | ---- | ---- | ---- | ---- | ---- | ---- | ---- | ---- |
| 490  | 471  | 461  | 464  | 444  | 439  | 413  | 417  | 426  |

| 1901 | 1906 | 1911 | 1921 | 1926 | 1931 | 1936 | 1946 | 1954 |
| ---- | ---- | ---- | ---- | ---- | ---- | ---- | ---- | ---- |
| 460  | 420  | 417  | 401  | 316  | 302  | 270  | 194  | 150  |

| 1962 | 1968 | 1975 | 1982 | 1990 | 1999 | 2006 | 2011 | 2016 |
| ---- | ---- | ---- | ---- | ---- | ---- | ---- | ---- | ---- |
| 108  | 94   | 76   | 103  | 98   | 87   | 85   | 77   | 82   |

| 2021 | 2022 | - | - | - | - | - | - | - |
| ---- | ---- | - | - | - | - | - | - | - |
| 99   | 105  | - | - | - | - | - | - | - |

## Culture locale et patrimoine

### Lieux et monuments

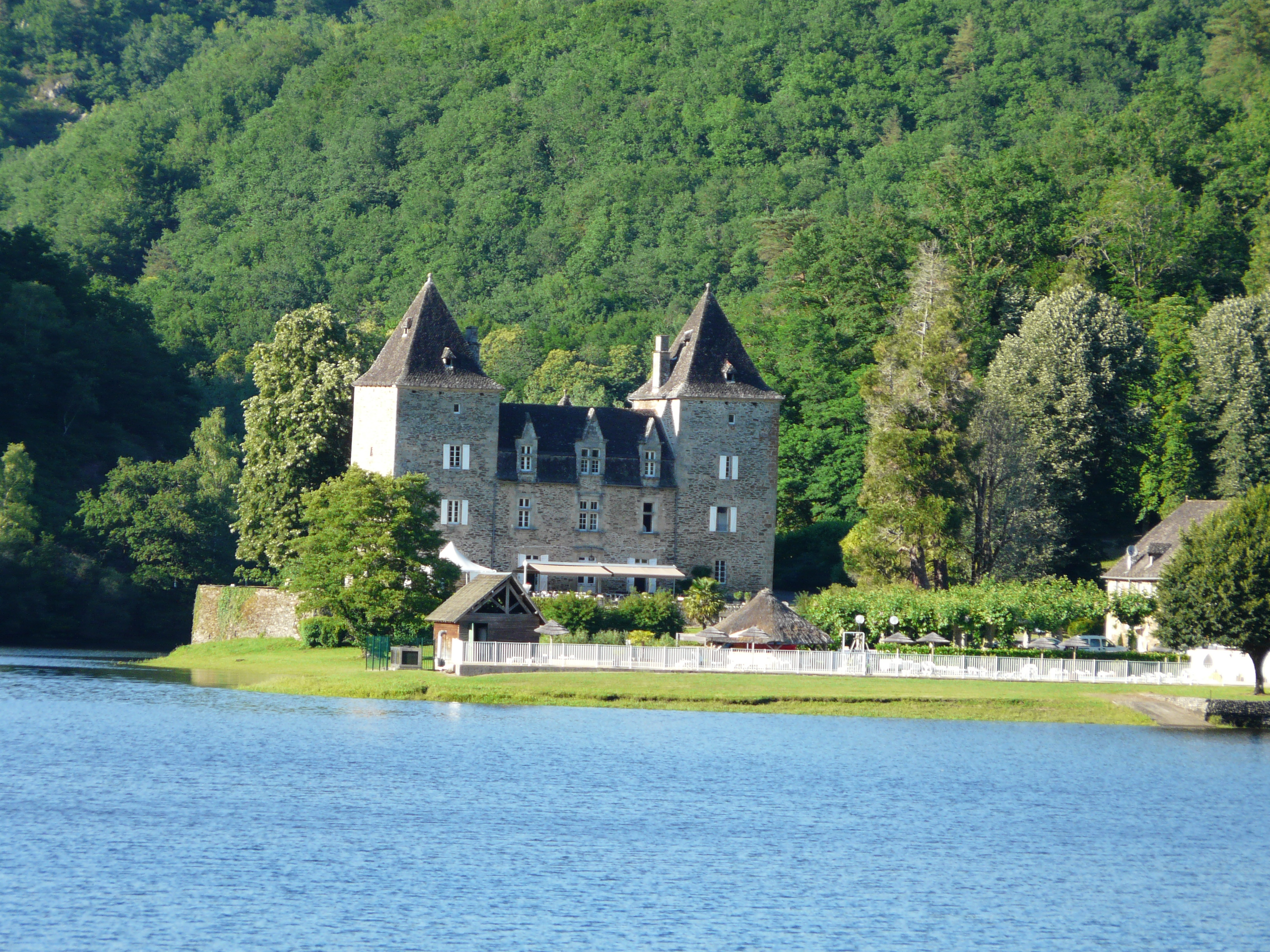
Le château du Gibanel, au confluent du Doustre et de la Dordogne.

L'église Saint-Martial date des XIIIe et XIVe siècles. Sa façade est inscrite au titre des monuments historiques depuis 1927. L'une des deux cloches de l'église, datée de 1713  est classée au titre des monuments historiques en 1991.
À l'intérieur, un maître autel et son tabernacle baroque du XVIIe siècle, attribués aux frères Tournié de Gourdon (Lot), sont également classés en 2009. D'autres objets sont inscrits en 2005 : deux reliquaires du XVIIe siècle, dont l'un contenant des os appartenant supposément à saint Martial, et un tableau du XVIIIe siècle intitulé « Vierge à l'Enfant assise », d'auteur inconnu.
Le château du Gibanel est situé au confluent du Doustre et de la Dordogne.

### Héraldique
| Blason de Saint-Martial-Entraygues | Blason  | D'argent au lion de gueules, à la bordure de sable chargée de huit besants d'or. |
| Blason de Saint-Martial-Entraygues | Détails | Le statut officiel du blason reste à déterminer.                                 |